# Amantis bolivarii
Amantis bolivarii es una especie de insecto de la familia Mantidae.

## Distribución geográfica
Es  endémica de Birmania y Nepal.